# سور المجمعة
سور المجمعة سور قديم كان يحيط بالمجمعة وسط المملكة العربية السعودية.

## الوصف
لبلدة المجمعة القديمة سور تشهد بقاياه أنه كان مكون من جدارين مشيدين بالحجارة٬ وترك بينهما فراغ مملوء بالطين والحجارة الصغيرة. ويحتوي ذلك السور على عدة أبراج للمراقبة والدفاع٬ ويبلغ ارتفاع ما تبقى من جد ارنه 3.60 متر تقريبًا٬ بينما يبلغ سمك الجدار 1.90 متر. ويذكر أن لسور المجمعة تسع بوابات٬ هي: حويزة٬ والبر٬ والقنطرة٬ والنقبة٬ والجديد٬ والرملية٬ والهمال٬ والهلالية٬ والأمراء.